# Рісон (Арканзас)
Рісон (англ. Rison) — місто (англ. city) в США, в окрузі Клівленд штату Арканзас, адміністративний центр округу. Населення — 967 осіб (2020).

## Географія

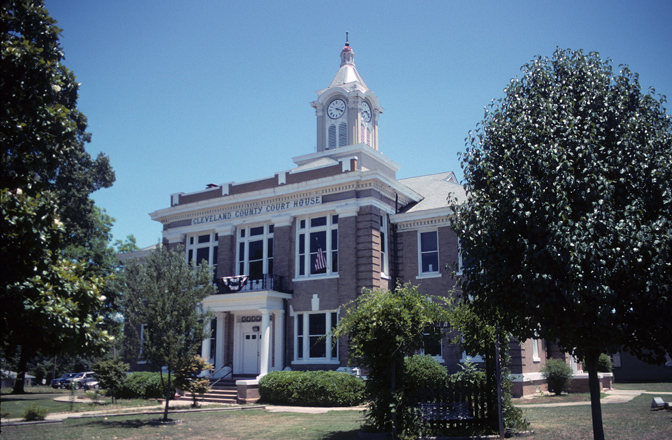
Будівля окружного суду в Рісоні

Рісон розташований на висоті 82 метри над рівнем моря за координатами 33°57′21″ пн. ш. 92°11′35″ зх. д. / 33.95583° пн. ш. 92.19306° зх. д. (33.955971, -92.193023).  За даними Бюро перепису населення США в 2010 році місто мало площу 6,79 км², уся площа — суходіл. В 2017 році площа становила 8,36 км², уся площа — суходіл.

## Демографія
Згідно з переписом 2010 року, у місті мешкали 1344 особи в 490 домогосподарствах у складі 354 родин. Густота населення становила 198 осіб/км².  Було 594 помешкання (87/км²). 
Расовий склад населення:
| - 60,4 % — білих - 36,7 % — чорних або афроамериканців - 0,1 % — корінних американців - 0,1 % — азіатів - 1,4 % — осіб інших рас |

До двох чи більше рас належало 1,2 %. Іспаномовні складали 2,0 % від усіх жителів.
За віковим діапазоном населення розподілялося таким чином: 28,7 % — особи молодші 18 років, 55,7 % — особи у віці 18—64 років, 15,6 % — особи у віці 65 років та старші. Медіана віку мешканця становила 36,1 року. На 100 осіб жіночої статі у місті припадало 90,9 чоловіків;  на 100 жінок у віці від 18 років та старших — 81,1 чоловіків також старших 18 років.
Середній дохід на одне домашнє господарство  становив 33 053 долари США (медіана — 23 750), а середній дохід на одну сім'ю — 36 448 доларів (медіана — 27 333). Медіана доходів становила 55 208 доларів для чоловіків та 37 361 долар для жінок. За межею бідності перебувало 46,1 % осіб, у тому числі 69,9 % дітей у віці до 18 років та 17,0 % осіб у віці 65 років та старших.
Цивільне працевлаштоване населення становило 259 осіб. Основні галузі зайнятості: освіта, охорона здоров'я та соціальна допомога — 30,1 %, роздрібна торгівля — 12,7 %, виробництво — 10,8 %.
За даними перепису населення 2000 року в Рісоні проживала 1271 особа, 324 родини, налічувалося 471 домашнє господарство і 532 житлових будинки. Середня густота населення становила близько 184 осіб на один квадратний кілометр. Расовий склад Рісона за даними перепису розподілився таким чином: 62,23 % білих, 33,36 % — чорних або афроамериканців, 0,31 % — корінних американців, 0,24 % — азіатів, 2,12 % — представників змішаних рас, 1,73 % — інших народів. Іспаномовні склали 2,20 % від усіх жителів міста.
З 471 домашніх господарств в 36,3 % — виховували дітей віком до 18 років, 45,0 % представляли собою подружні пари, які спільно проживали, в 19,1 % сімей жінки проживали без чоловіків, 31,2 % не мали сімей. 30,1 % від загального числа сімей на момент перепису жили самостійно, при цьому 15,3 % склали самотні літні люди у віці 65 років та старше. Середній розмір домашнього господарства склав 2,55 особи, а середній розмір родини — 3,16 особи.
Населення міста за віковим діапазоном за даними перепису 2000 року розподілилося таким чином: 29,3 % — жителі молодше 18 років, 6,8 % — між 18 і 24 роками, 25,3 % — від 25 до 44 років, 19,6 % — від 45 до 64 років і 19,0 % — у віці 65 років та старше. Середній вік мешканця склав 36 років. На кожні 100 жінок в Рісоні припадало 79,8 чоловіків, у віці від 18 років та старше — 75,2 чоловіків також старше 18 років.
Середній дохід на одне домашнє господарство в місті склав 20 865 доларів США, а середній дохід на одну сім'ю — 30 833 долара. При цьому чоловіки мали середній дохід в 26 500 доларів США на рік проти 18 229 доларів середньорічного доходу у жінок. Дохід на душу населення в місті склав 13 106 доларів на рік. 25,6 % від усього числа сімей в окрузі і 32,9 % від усієї чисельності населення перебувало на момент перепису населення за межею бідності, при цьому 46,0 % з них були молодші 18 років і 30,5 % — у віці 65 років та старше.

## Відомі уродженці та жителі
- Джеремі Джеймс — американський композитор та виконавець пісень.